# マクリーン (バージニア州)
マクリーン（McLean）は、アメリカ合衆国バージニア州のフェアファクス郡にある国勢調査指定地域（CDP）。人口は5万0773人（2020年）。ワシントンD.C.の西に隣接している。

## 概要
実質的にワシントンD.C.の高級住宅街である。政治家、外交官、実業家の邸宅が多い。2020年アメリカ合衆国国勢調査によれば、域内の平均住宅価格は約1億6千万円だった。また、住民の約35パーセントは外国籍だった。
北部のラングレー地区に中央情報局（CIA）本部が立地している。

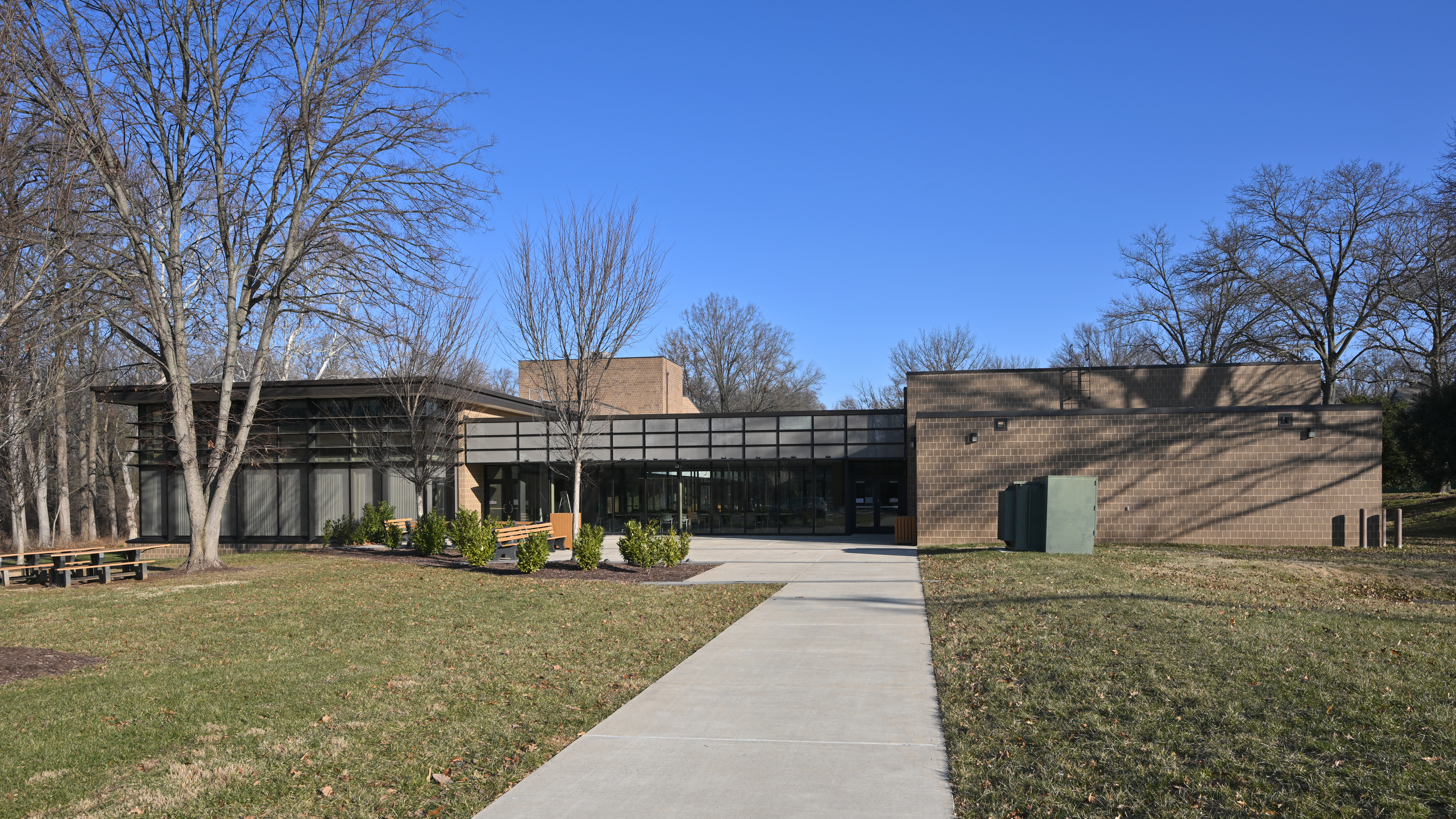
マクリーン・コミュニティセンター

## 交通
ワシントンメトロのマクリーン駅があるが、隣のタイソンズCDPに立地している。